# Лусакерт
Лусакерт (на арменски: Լուսակերտ) е село и община в Армения, област Ширак. Според Националната статистическа служба на Армения през 2012 г. има 765 жители.

## Демография
Броят на населението в годините 1831–2004 е както следва: